# Campeón de Campeones 1961-62
El Campeón de Campeones 1961-62 fue la XXI edición del Campeón de Campeones que enfrentó al campeón de la Liga 1961-62: Guadalajara y al campeón de la Copa México 1961-62: Atlas. El trofeo se jugó a partido único realizado en el Estadio Olímpico Universitariode la Ciudad de México. Al final de éste, el Atlas Fútbol Club consiguió adjudicarse por cuarta vez en su historia este trofeo.

## Información de los equipos
| Guadalajara |  |  |  | Campeón de la Primera División de México (1961-62) |
| Atlas       |  |  |  | Campeón de la Copa México (1961-62)                |

## Partido

### Alineaciones
- Guadalajara: López, Cuéllar, Jasso, Salas, Valle, Flores, Barba, Valdivia, Gutiérrez, Sabás Ponce y Jara.

- Atlas: Pierin, Farfán, Hernández, Ramírez, Zárate, Castillo, Torres, Siqueira, Delgado, Contreras, Guimaraes.

### Guadalajara-Atlas
| 6 de mayo de 1962 | Guadalajara | 0:2 (0:2) | Atlas                      | Estadio Olímpico Universitario, Ciudad de México          |                                                           |
|                   |             |           | Contreras 19' · Torres 37' | Asistencia: 50 000 espectadores Árbitro(s): Felipe Buergo | Asistencia: 50 000 espectadores Árbitro(s): Felipe Buergo |

| Campeón de Campeones 1961-62 |
| ---------------------------- |
|                              |
| Atlas                        |
| 4° Título                    |